# Ormen hin Lange
Ormen hin Lange er det kendteste langskibe fra vikingetiden. Orm betyder her slange eller drage (jfr. lindormen i eventyrene)
Ifølge Snorri blev Ormen hin Lange bygget til den norske kong Olav Tryggvason efter samme mønster som Ormen, som Olav havde taget som bytte fra Raud den ramme i Hålogaland. 
Det er uenighed om, hvor stor Ormen hin Lange var, men den var sandsynligvis 45 - 55 m lang. Den var 34-52 rum stor, og hvis der var to årer pr. rum og en mand pr. åre, var der 68-104 roere. Med ekstramandskab og andre funktioner kan der have været 130 mand ombord. At dømme efter ”Havhingsten” fra Glendalough og andre rekonstruerede vikingeskibe var Ormen mellem 2 og 8 m bredt, med et sejl på ca. 200 m² og smalt og langt.
Ormen hin Lange var det sidste skib, der blev overmandet i søslaget ved Svold, hvor Olaf blev dræbt i kamp mod en koalition med bl.a. Svend Tveskæg.
Skibets historie er fortalt i det færøske kvad Ormurin langi.